# Lazy Bums
Lazy Bums (hebräisch הבטלנים) war ein israelisches Comedy-Duo, bestehend aus den Komikern und Schauspielern Nathan Dattner (geboren 17. April 1956) und Avi Kuschnir (geboren 26. August 1960). Das Duo bestand zwischen 1987 und 1989.

## Werdegang
Mit dem humorvollen Schlager Shir habatlanim gewannen sie die israelische Vorauswahl und durften daher ihr Land beim Concours Eurovision de la Chanson 1987 in Brüssel vertreten. Sie erreichten den achten Platz. Noch einige Singles und wenige Fernsehauftritte des Duos folgten.